# Internationale Filmfestspiele von Cannes 2012

Offizielles Logo zur 65. Auflage des Filmfestivals

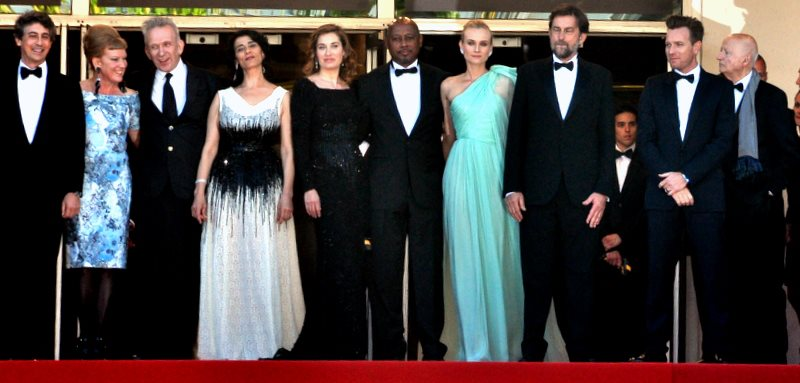
Die Festivaljury, v. l. n. r.: Alexander Payne, Andrea Arnold, Jean-Paul Gaultier, Hiam Abbass, Emmanuelle Devos, Raoul Peck, Diane Kruger, Jurypräsident Nanni Moretti, Ewan McGregor sowie Festivalpräsident Gilles Jacob (im Hintergrund)

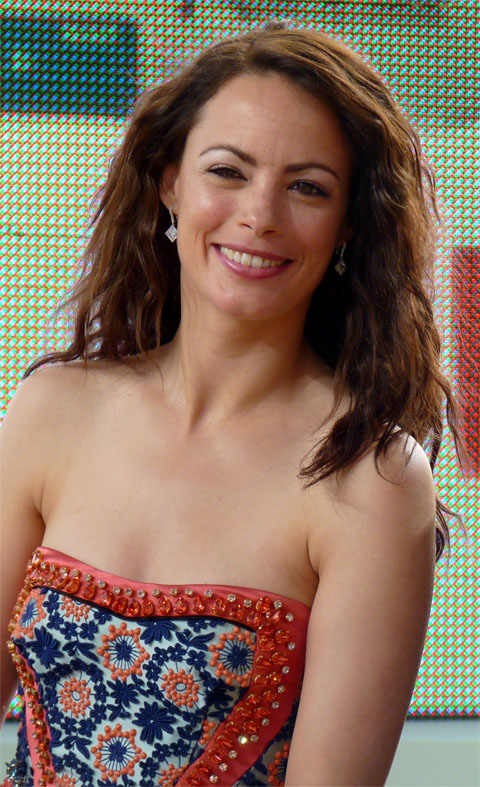
Bérénice Bejo, Moderatorin der Eröffnungszeremonie und abschließenden Preisverleihung

Die 65. Internationalen Filmfestspiele von Cannes fanden vom 16. bis 27. Mai 2012 statt. Eröffnet wurde das Filmfestival mit Wes Andersons US-amerikanischen Independent-Film Moonrise Kingdom. Als Abschlussfilm wurde der französische Beitrag Thérèse des Anfang April 2012 verstorbenen Regisseurs Claude Miller benannt. Der internationalen Jury, die u. a. die Goldene Palme, den Hauptpreis des Festivals, vergab, stand dieses Jahr der Italiener Nanni Moretti vor. Den Hauptpreis gewann der Spielfilm Liebe (Amour) von Michael Haneke.
Ursprünglich hatte das Festival vom 9. bis 20. Mai stattfinden sollen. Aufgrund der zeitlichen Nähe zur Französischen Präsidentschaftswahl (Stichwahl am 6. Mai) wurde die Veranstaltung um eine Woche nach hinten verlegt. Die offiziellen Sektionen zeigten mehr als 54 Filme aus 26 Ländern. Bei allen handelt es sich um Weltpremieren. Während mit Michael Haneke (Amour) und Ulrich Seidl (Paradies: Liebe) erstmals zwei österreichische Regisseure gemeinsam um den Hauptpreis konkurrierten, erhielten Filmemacher aus Deutschland oder der Schweiz keine Einladung in den offiziellen Wettbewerb. Deutschland war jedoch an verschiedenen Koproduktionen beteiligt. Der deutsche Regisseur Fatih Akin stellte außer Konkurrenz seinen Film Müll im Garten Eden vor, eine Langzeitdokumentation über einen Umweltskandal im türkischen Schwarzmeerort Çamburnu.
Parallel zum Festival fand der Filmmarkt von Cannes (frz.: Marché du film) statt. Dieser stellt das größte Branchentreffen dar, auf dem Filmrechte gekauft und veräußert werden.
Das offizielle Festivalplakat wurde Ende Februar 2012 vorgestellt. Als Motiv wurde wie schon in den Vorjahren eine Schauspielerin ausgewählt – eine Schwarz-Weiß-Fotografie der US-Amerikanerin Marilyn Monroe, die in einem Auto sitzend eine Kerze auf einem Kuchen ausbläst. Das Foto stammt von Otto Bettmann. Anfang August 2012 jährte sich Monroes Tod zum 50. Mal.
Die französische Schauspielerin Bérénice Bejo moderierte als Gastgeberin („maîtresse de cérémonie“) die Auftaktzeremonie am 16. Mai und die Preisgala am 27. Mai, wie im April 2012 bekanntgegeben worden war. Bejo, die 2011 mit der später Oscar-prämierten Stummfilm-Hommage The Artist von Michel Hazanavicius in Cannes vertreten war, folgte damit ihrer Landsfrau Mélanie Laurent.

## Offizielle Auswahl

### Internationaler Wettbewerb

#### Wettbewerbsjury
Als Nachfolger des letztjährigen Jurypräsidenten Robert De Niro war im Januar 2012 der Drehbuchautor, Filmregisseur und -schauspieler Nanni Moretti präsentiert worden. Er gilt als einer der politischsten und eigenwilligsten Filmemacher Italiens. Moretti ist ein klassischer Autorenfilmer, der an den meisten seiner häufig autobiografisch geprägten Filme als Produzent, Regisseur, Autor und Hauptdarsteller beteiligt war. Die Fachkritik betitelte ihn als italienischen Woody Allen. Bis 2011 wurde er sechsmal in den Wettbewerb nach Cannes eingeladen und gewann für sein Familiendrama Das Zimmer meines Sohnes 2001 den Hauptpreis des Filmfestivals. 1997, zum 50. Jubiläum der Filmfestspiele von Cannes, war er bereits Mitglied der Jury unter der Leitung von Isabelle Adjani. Thierry Frémaux, der künstlerische Leiter des Festivals, gab an, zum 65. Jubiläum im Jahr 2012 habe man einen europäischen Jurypräsidenten auswählen wollen. Frémaux charakterisierte Moretti als „mitreißend“, „modern“ und „intelligent“. Wiederholt teilte Moretti mit, als „demokratischer“ Jurypräsident agieren zu wollen mit verminderter Befugnis gegenüber den übrigen Jurymitgliedern.
Wie in den Vorjahren standen dem Jurypräsidenten acht Jurymitglieder zur Seite, deren Namen am 25. April präsentiert wurden. Es handelte sich fast ausschließlich um Filmschaffende:
- Hiam Abbass – israelisch-arabische Schauspielerin
- Andrea Arnold – britische Regisseurin und Drehbuchautorin (Preis der Jury 2006 und 2009)
- Emmanuelle Devos – französische Schauspielerin
- Jean Paul Gaultier – französischer Modeschöpfer
- Diane Kruger – deutsche Schauspielerin („Maîtresse de cérémonie“ von Cannes 2007)
- Ewan McGregor – britischer Schauspieler
- Alexander Payne – US-amerikanischer Regisseur, Drehbuchautor und Produzent (Teilnehmer am Wettbewerb von Cannes 2002)
- Raoul Peck – haitianischer Regisseur, Drehbuchautor und Produzent (Teilnehmer am Wettbewerb von Cannes 1993)

Nach einem offiziellen Essen am 16. Mai hatte die Jury mitgeteilt, sich alle zwei Tage treffen zu wollen, um die gesehenen Filme zu besprechen.

#### Konkurrenten um die Goldene Palme
Das offizielle Wettbewerbsprogramm war am 19. April 2012 von Thierry Frémaux und Festivalpräsident Gilles Jacob in Paris der Öffentlichkeit vorgestellt worden. Laut Frémaux hätte der Auswahlprozess noch bis zum Abend, einen Tag zuvor, angedauert. 22 Filmproduktionen von Regisseuren aus 15 Ländern konkurrierten um die Goldene Palme. Regiearbeiten von Filmemacherinnen waren im Gegensatz zum letzten Jahr nicht ausgewählt worden. Eine bereits Anfang April im Internet veröffentlichte Liste mit 24 Wettbewerbsfilmen hatte Thierry Frémaux als falsch zurückgewiesen.
Jüngster Wettbewerbsteilnehmer mit 33 Jahren war der US-Amerikaner Jeff Nichols (Mud), ältester mit 89 Jahren der Franzose Alain Resnais (Ihr werdet euch noch wundern). Elf der 22 Beiträge waren in Europa produziert oder koproduziert worden, sieben in Nordamerika, zwei in Südkorea, und jeweils einer in Ägypten und Mexiko. Sechs der 22 Regisseure (Wes Anderson, Lee Daniels, Andrew Dominik, John Hillcoat, Yousry Nasrallah, Jeff Nichols) waren zum ersten Mal im Wettbewerb vertreten. Der Brite Ken Loach (2006 für The Wind That Shakes the Barley), der Österreicher Michael Haneke (2009 für Das weiße Band – Eine deutsche Kindergeschichte), der Iraner Abbas Kiarostami (1997 für Der Geschmack der Kirsche) und der Rumäne Cristian Mungiu (2007 für 4 Monate, 3 Wochen und 2 Tage) hatten bereits in der Vergangenheit den Hauptpreis gewonnen. Loach erzählt in der Sozialkomödie The Angels’ Share von einem jungen Vater, der mit Hilfe einer Whisky-Brennerei in Zeiten der Wirtschaftskrise einen neuen Lebensweg einschlagen möchte. Haneke stellt in seinem französischsprachigen Film Amour ein pensioniertes Pariser Musiker-Paar (dargestellt von Emmanuelle Riva und Jean-Louis Trintignant) in den Mittelpunkt, dass mit der Diagnose Schlaganfall konfrontiert wird. Kiarostami drehte seinen Film Like Someone in Love in Japan und berichtet von einer jungen Frau, die sich ihr Studium mit Prostitution finanziert und sich mit einem älteren Klienten anfreundet. Mungiu blickt auf zwei befreundete Frauen (dargestellt von den Kino-Debütantinnen Cristina Flutur und Cosmina Stratan) in einem orthodoxen Konvent in Rumänien. Die eine möchte die andere mit nach Deutschland nehmen, woraufhin sie sich gegen die Priesterschaft erwehren muss und der Besessenheit verdächtigt wird. Neben Michael Haneke war mit Ulrich Seidl ein weiterer Österreicher im Wettbewerb vertreten. In Liebe, dem ersten Teil seiner geplanten Paradies-Trilogie erzählt er von älteren Europäerinnen, die als Sextouristinnen an kenianische Strände reisen.
Wie schon im vergangenen Jahr waren französische Filmregisseure am häufigsten vertreten – Jacques Audiard, Leos Carax und Alain Resnais. Audiard dienten Kurzgeschichten des kanadischen Schriftstellers Craig Davidson als Grundlage für seinen Film De rouille et d’os, der von einem arbeitslosen jungen Schläger (Matthias Schoenaerts) handelt, der sich in Südfrankreich in eine Schwertwal-Trainerin (Marion Cotillard) verliebt, die bei einem Unfall schwer verletzt wird. Mit Holy Motors legte Carax seinen ersten Spielfilm seit 13 Jahren vor. Denis Lavant spielt einen geheimnisvollen Mann, der seine Identitäten wechselt – vom Arbeitgeber, Mörder und Bettler bis hin zum Vater. Resnais erzählt in Ihr werdet euch noch wundern die Geschichte von einem verstorbenen Dramatiker, der postum seine früheren Schauspieler dazu auffordert, sich die verschiedenen Versionen seiner Fassung von Eurydice anzusehen.

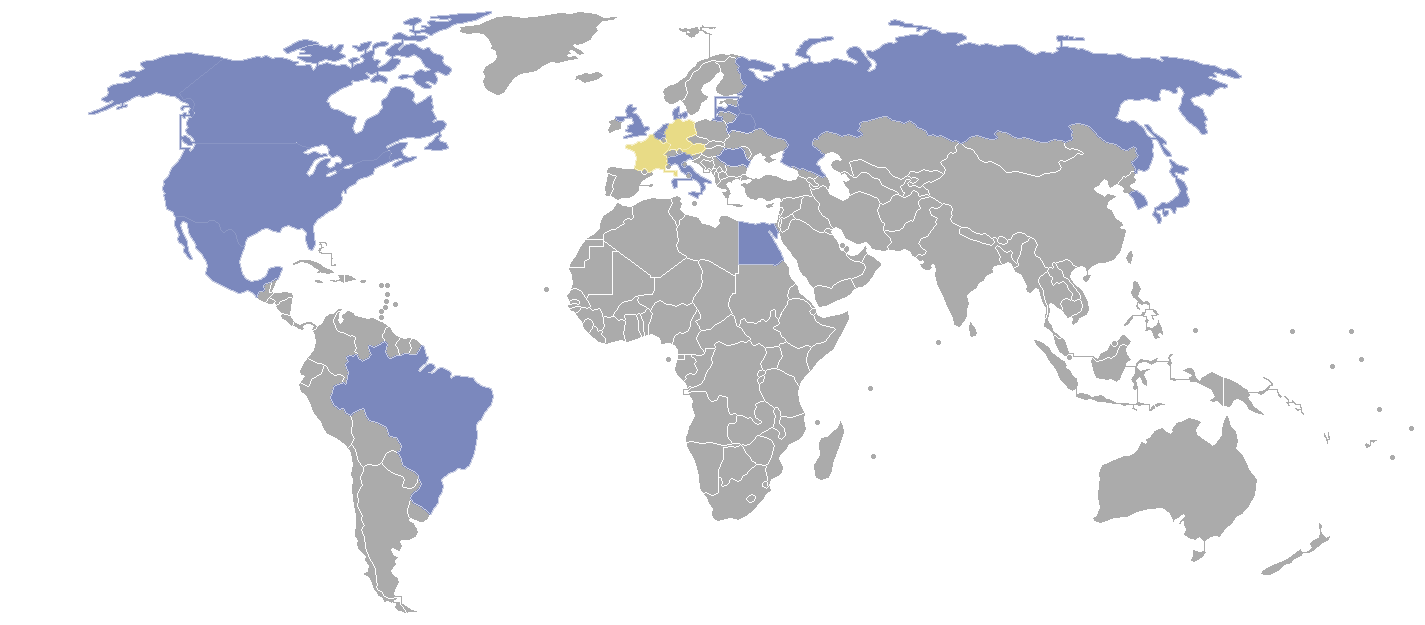
Länder, die im Wettbewerb um die Goldene Palme für den besten Spielfilm vertreten waren (inkl. Koproduktionsländer; Gold eingefärbt Frankreich, Deutschland und Österreich als Koproduktionsländer von Amour).

Zu den weiteren europäischen Beiträgen zählten Die Jagd (Jagten) des Dänen Thomas Vinterberg, in dem ein frisch geschiedener Mann und Kindergartenlehrer (gespielt von Mads Mikkelsen) des sexuellen Missbrauchs an einem fünfjährigen Mädchen verdächtigt wird. Der italienische Beitrag Reality von Matteo Garrone dreht sich um eine Reality-Show, von der ein Fischhändler (Aniello Arena) angetan ist. V Tumane des in Deutschland lebenden Ukrainers Sergei Loznitsa ist im Zweiten Weltkrieg angesiedelt und handelt von zwei Partisanen, die einen vermeintlichen Verräter töten sollen.
Zu den Beiträgen aus Nordamerika zählten Cosmopolis des kanadischen Regisseurs David Cronenberg mit Robert Pattinson in der Hauptrolle, der auf dem gleichnamigen Roman von Don DeLillo basiert. Darin begleitet der Leser einen Tag lang einen wohlhabenden Börsenspekulanten in seiner Limousine durch New York City. Ebenfalls um Literaturverfilmungen handelte es sich bei den amerikanischen Produktionen Killing Them Softly, Lawless, On the Road und The Paperboy. In dem Thriller Killing Them Softly des Australiers Andrew Dominik soll Brad Pitt als Auftragskiller den Raubüberfall auf ein von der Mafia abgeschirmtes Pokerspiel untersuchen, der von zwei Junkies begangen wurde. Nach einem historischen Roman von Matt Bondurant inszenierte Dominiks Landsmann John Hillcoat Tom Hardy und Shia LaBeouf als Brüderpaar, das zur Zeit der Weltwirtschaftskrise als Schmuggler in Virginia operieren und mit den dortigen Behörden in Konflikt kommen. Der Brasilianer Walter Salles verfilmte mit On the Road den gleichnamigen Roman des Beatnik-Autors Jack Kerouac über eine Gruppe junger Menschen (dargestellt von Sam Riley, Garrett Hedlund und Kristen Stewart), die quer durch die Vereinigten Staaten reisen. Lee Daniels’ The Paperboy basiert auf einen Roman von Pete Dexter und stellt zwei Enthüllungsjournalisten (gespielt von Zac Efron und Matthew McConaughey) in den Mittelpunkt, die in den 1960er Jahren beauftragt werden, einen Gefängnisinsassen vor der Todesstrafe zu bewahren. Auf Originaldrehbüchern basierten Moonrise Kingdom und Mud – Kein Ausweg. Wes Andersons Moonrise Kingdom eröffnete das Filmfestival von Cannes. Die Geschichte ist an der Küste Neuenglands des Jahres 1965 angesiedelt und erzählt von zwei Zwölfjährigen (gespielt von Kara Hayward und Jared Gilman), die sich verlieben und in die Wildnis durchbrennen, woraufhin die Gemeinschaft (dargestellt von u. a. Edward Norton, Bruce Willis, Bill Murray, Tilda Swinton, Frances McDormand, Harvey Keitel, Jason Schwartzman und Bob Balaban) die Verfolgung aufnimmt. Jeff Nichols Drama Mud berichtet von zwei Jugendlichen, die auf einen Flüchtigen (Matthew McConaughey) stoßen und diesem helfen, von einer Mississippi-Insel zu entkommen.
Aus Asien wurden die Filmregisseure Hong Sang-soo und Im Sang-soo berücksichtigt. Ersterer drehte gemeinsam mit Isabelle Huppert In Another Country über Mutter und Tochter, die von Seoul an die Küste übersiedeln. Im Sang-soo stellt in The Taste of Money einen ambitionierten jungen Mann in den Mittelpunkt, der als Privatsekretär Zugang zu den Finanzen einer reichen südkoreanischen Familie erhält. Als einziger afrikanischer Beitrag erhielt der Ägypter Yousry Nasrallah für Baad el mawkeaa eine Einladung nach Cannes, der in seinem Film die Geschehnisse rund um die Revolution in Ägypten 2011 am Tahrir-Platz dramatisierte.
Nicht rechtzeitig für die Filmfestspiele fertiggestellt werden konnten Terrence Malicks The Funeral, und Derek Cianfrances The Place Beyond the Pines sowie Paul Thomas Andersons The Master. Auch Wong Kar-Wais Yut doi jung si (The Grand Master) und Woody Allens To Rome with Love wurden nicht aufgenommen.

#### Pressestimmen und Kritik

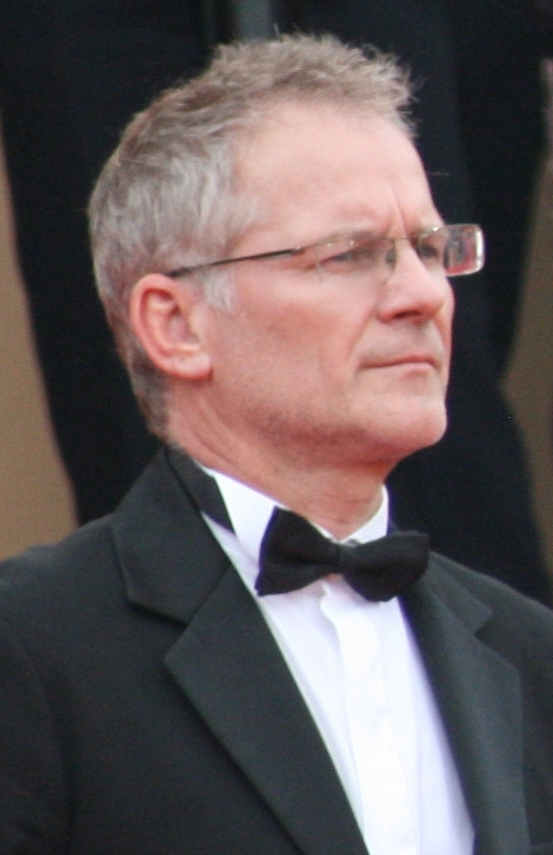
Thierry Frémaux, künstlerischer Leiter des Filmfestivals

Die französische Presse lobte einmütig das Wettbewerbsprogramm kurz nach Bekanntwerden der Filmtitel. Die französische Tageszeitung Le Figaro bezeichnete es als „verlockend und spannend“ und wies auf die „ehrgeizigen“ US-amerikanischen Independentfilme und die „eklektische Auswahl“ an französischen Beiträgen hin. Gleichzeitig sprach man von einer Wiederholung des bereits exzellenten Jahrgangs 2011. Der „bal des têtes“ der immer wieder gleichen Namen im Wettbewerb würde zu Gunsten hoffnungsvoller Newcomer abgelöst. Libération charakterisierte den Jahrgang 2012 ebenfalls als „verlockend“, „angesehen“ und „attraktiv“, aber vermisste auf dem Papier die „große Überraschung oder Kontroverse“. Die französische Auswahl erscheine im Vergleich zum letzten Jahr „viel klüger“, gleichzeitig wurde das Fehlen von Regisseurinnen, Dokumentar-,
Zeichentrickfilmen oder Spielfilmdebüts bemerkt. Die englischsprachigen Beiträge erschienen zahlreicher als üblich, „wenn nicht geradezu aufdringlich“. Le Monde urteilte, der Wettbewerb präsentiere sich wie ein „Selbstbildnis“ des Festivals mit „anerkannten Meistern (Kiarostami, Haneke, Resnais), bestätigten Regisseuren (Salles, Audiard, Nasrallah, Hong) und vor kurzem an der Croisette entdeckten Talenten (Mungiu, Garrone, Nichols).“ Es herrsche eine starke US-Präsenz und eine Abnahme asiatischer Filme.
Das Branchenblatt Daily Variety registrierte eine so „robuste“ Wettbewerbspräsenz an US-amerikanischen Filmen wie seit 2007 nicht mehr. Die Los Angeles Times äußerte, dass die Auswahl der US-amerikanischen Beiträge mit dem wiedererstarkten Independent-Film in den USA korreliere. Der künstlerische Leiter Thierry Frémaux zeigte sich in einem Interview mit der britischen Fachzeitschrift Screen International selbst von der hohen Zahl passender US-amerikanischer Beiträge überrascht. In den vorangegangenen Jahren hätte sich das amerikanische Kino in große Studio-Filme und Independentfilme im Sundance-Format geteilt, mit wenig dazwischen. Das habe es der Leitung schwer gemacht, passende Beiträge für Cannes zu finden.
In einem am 12. Mai in der Le Monde erschienenen Protestbrief mit dem Titel A Cannes, les femmes montrent leurs bobines, les hommes leurs films (dt.: „Frauen zeigen in Cannes ihr Gesicht, Männer ihre Filme“) kritisierten die Filmregisseurin Coline Serreau, die Schauspielerin Fanny Cottençon sowie die Filmemacherin Virginie Despentes mit vielen Wortspielereien die Programmpolitik des Festivals, da keine Regisseurin den Weg ins Wettbewerbsprogramm gefunden hatte. Bis zum Start des Festivals unterschrieben mehr als 1300 Menschen ihre Online-Petition, eine Initiative, die auf die feministische Vereinigung La Barbe (dt.: „Der Bart“) zurückgeht. Thierry Frémaux wies die Kritik zurück und sprach sich gegen eine Quotenregelung aus. Bereits direkt nach der Präsentation der Wettbewerbsfilme hatte er bekundet, dass passende Werke von Frauen nicht in der Auswahl gewesen wären und er keine positive Diskriminierung praktizieren wolle: „Den größten Respekt den wir Frauen erweisen können, ist es, sie als Regisseure wahrzunehmen. Ich möchte nicht sagen, ‚Dieser Film wurde ausgewählt, weil der Regisseur eine Frau ist.‘ Sondern weil der Film gut ist.“, so Frémaux.

#### Spielfilme
Eine Übersicht über die 22 Spielfilmproduktionen, die um die Goldene Palme konkurrierten. Diese wurden aus 1779 eingegangenen Vorschlägen ausgewählt.
| Film                                                      | Regie             | Land                                                 | Darsteller (Auswahl)                                       |
| --------------------------------------------------------- | ----------------- | ---------------------------------------------------- | ---------------------------------------------------------- |
| Amour (Love)                                              | Michael Haneke    | Frankreich, Österreich, Deutschland                  | Jean-Louis Trintignant, Emmanuelle Riva, Isabelle Huppert  |
| The Angels’ Share                                         | Ken Loach         | Vereinigtes Königreich, Frankreich, Belgien, Italien | Paul Brannigan, John Henshaw, Gary Maitland                |
| Baad el mawkeaa (After the Battle)                        | Yousry Nasrallah  | Ägypten, Frankreich                                  | Mena Shalaby, Bassem Samra, Nahed El Sebaï                 |
| Cosmopolis                                                | David Cronenberg  | Frankreich, Kanada                                   | Robert Pattinson, Sarah Gadon, Paul Giamatti               |
| Da-reun na-ra-e-suh (In Another Country)                  | Hong Sang-soo     | Südkorea                                             | Isabelle Huppert, Yu Jun-sang, Jeong Yu-mi                 |
| De rouille et d’os (Rust and Bone)                        | Jacques Audiard   | Frankreich, Belgien                                  | Marion Cotillard, Matthias Schoenaerts, Armand Verdure     |
| Do-nui mat (The Taste of Money)                           | Im Sang-soo       | Südkorea                                             | Kim Kang-woo, Baek Yoon-sik, Yoon Yeo-jeong                |
| După dealuri (Beyond the Hills)                           | Cristian Mungiu   | Rumänien, Frankreich, Belgien                        | Cosmina Stratan, Cristina Flutur, Valeriu Andriuta         |
| Holy Motors                                               | Leos Carax        | Frankreich, Deutschland                              | Denis Lavant, Édith Scob, Eva Mendes                       |
| Ihr werdet euch noch wundern (Vous n’avez encore rien vu) | Alain Resnais     | Frankreich, Deutschland                              | Sabine Azéma, Pierre Arditi, Anne Consigny                 |
| Die Jagd (Jagten)                                         | Thomas Vinterberg | Dänemark                                             | Mads Mikkelsen, Thomas Bo Larsen, Annika Wedderkopp        |
| Killing Them Softly                                       | Andrew Dominik    | Vereinigte Staaten                                   | Brad Pitt, Scoot McNairy, Ben Mendelsohn                   |
| Lawless – Die Gesetzlosen                                 | John Hillcoat     | Vereinigte Staaten                                   | Shia LaBeouf, Tom Hardy, Jason Clarke                      |
| Like Someone in Love                                      | Abbas Kiarostami  | Frankreich, Japan                                    | Tadashi Okuno, Rin Takanashi, Ryō Kase                     |
| Moonrise Kingdom (Eröffnungsfilm)                         | Wes Anderson      | Vereinigte Staaten                                   | Bruce Willis, Edward Norton, Bill Murray                   |
| Mud – Kein Ausweg (Mud)                                   | Jeff Nichols      | Vereinigte Staaten                                   | Matthew McConaughey, Reese Witherspoon, Tye Sheridan       |
| On the Road – Unterwegs (On the Road)                     | Walter Salles     | Frankreich, Brasilien                                | Garrett Hedlund, Sam Riley, Kristen Stewart                |
| The Paperboy                                              | Lee Daniels       | Vereinigte Staaten                                   | Matthew McConaughey, Zac Efron, John Cusack, Nicole Kidman |
| Paradies: Liebe (Paradise: Love)                          | Ulrich Seidl      | Österreich, Deutschland, Frankreich                  | Margarethe Tiesel, Peter Kazungu, Inge Maux                |
| Post Tenebras Lux                                         | Carlos Reygadas   | Mexiko, Frankreich, Deutschland, Niederlande         | Adolfo Jiménez Castro, Nathalia Acevedo, Willebaldo Torres |
| Reality                                                   | Matteo Garrone    | Italien, Frankreich                                  | Aniello Arena, Loredana Simioli, Nando Paone               |
| V Tumane (In the Fog)                                     | Sergei Loznitsa   | Deutschland, Niederlande, Lettland, Russland         | Vladimir Svirski, Wladislaw Abaschin, Sergei Kolessow      |

### Außer Konkurrenz und Sonderaufführungen
Außer Konkurrenz wurden im Rahmen des offiziellen Programms folgende Filme vorgestellt:
- Hemingway & Gellhorn – Regie: Philip Kaufman (mit Nicole Kidman, Clive Owen)
- Ich und Du (Io e te) – Regie: Bernardo Bertolucci (mit Jacopo Olmo Antinori, Tea Falco)
- Madagascar 3: Europe’s Most Wanted – Regie: Eric Darnell und Tom McGrath (Animationsfilm)
- The Sapphires – Regie: Wayne Blair (mit Chris O’Dowd, Deborah Mailman, Jessica Mauboy)
- Thérèse (Thérèse Desqueyroux) – Regie: Claude Miller (mit Audrey Tautou, Gilles Lellouche, Anaïs Demoustier) (Abschlussfilm)

Mitternachtsaufführungen („Séances de minuit“)
- Ai to makoto – Regie: Takashi Miike (mit Satoshi Tsumabuki, Tsuyoshi Ihara, Emi Takei)
- Dracula 3D – Regie: Dario Argento (mit Rutger Hauer, Asia Argento, Thomas Kretschmann)

Aufführung zum 65. Jubiläum der Filmfestspiele
- Une journée particulière – Regie: Gilles Jacob und Samuel Faure

Sonderaufführungen („Séances Spéciales“)
- The Central Park Five – Regie: Ken Burns und David McMahon (Dokumentarfilm)
- Les Invisibles – Regie: Sébastien Lifshitz (Dokumentarfilm)
- Journal de France – Regie: Raymond Depardon und Claudine Nougaret (Dokumentarfilm)
- Mekong Hotel – Regie: Apichatpong Weerasethakul (mit Jenjira Pongpas, Maiyatan Techaparn und Sakda Kaewbuadee)
- Der Müll im Garten Eden (Polluting Paradise) – Regie: Fatih Akin (Dokumentarfilm)
- A Música Segundo Tom Jobim (The Music According to Antonio Carlos Jobim) – Regie: Nelson Pereira dos Santos und Dora Jobim (Dokumentarfilm)
- The Resistance (Fankang Zhe) – Regie: Peng Zhang Li (mit Hu Sang und Ma Hong Jing)
- Roman Polanski: A Film Memoir – Regie: Laurent Bouzereau (Dokumentarfilm)
- Le Serment de Tobrouk (The Oath of Tobruk) – Regie: Bernard-Henri Lévy und Marc Roussel (Dokumentarfilm)
- Trash – Regie: Candida Brady (Dokumentarfilm mit Jeremy Irons)
- Villegas – Regie: Gonzalo Tobal (mit Esteban Bigliardi, Esteban Lamothe und Mauricio Minetti)

### Un Certain Regard

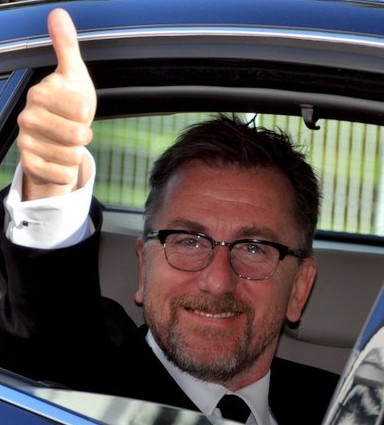
Tim Roth, leitete die Jury der Reihe Un Certain Regard

In der Reihe Un Certain Regard (dt. „Ein gewisser Blick“) werden vornehmlich Werke von wenig bekannten Filmemachern gezeigt, die mit einem 30.000 Euro dotierten Preis ausgezeichnet werden. Die diesjährige Jury stand unter der Leitung des Briten Tim Roth, der u. a. als Schauspieler mit den Filmen Reservoir Dogs – Wilde Hunde (1992) und Pulp Fiction (Goldene Palme 1994) in Cannes vertreten gewesen war und dort 1999 auch sein Regiedebüt The War Zone vorgestellt hatte. Die weiteren Jurymitglieder waren die französische Schauspielerin Leïla Bekhti, die französische Filmemacherin Tonie Marshall, der argentinische Filmkritiker Luciano Monteagudo und Sylvie Pras, Leiterin der Kinosäle des Centre Georges-Pompidou sowie künstlerische Leiterin des Filmfestivals von La Rochelle.
Das Programm mit 20 Filmen war am 19. April 2012 bekanntgegeben worden. Eröffnet wurde die Reihe am 17. Mai mit Lou Yes Mystery. Abschlussfilm war die Filmbiografie Renoir des Franzosen Gilles Bourdos. Den Hauptpreis gewann der mexikanische Beitrag Después de Lucia von Michel Franco.
| Film                                          | Regie | Land                                                 | Darsteller (Auswahl)                                        |
| --------------------------------------------- | --- | ---------------------------------------------------- | ----------------------------------------------------------- |
| 11.25 The Day He Chose His Own Fate           | Kōji Wakamatsu                                                                                             | Japan                                                | Arata Iura, Shinnosuke Mitsushima, Shinobu Terajima         |
| 7 Tage in Havanna (7 dias en La Habana)       | Benicio del Toro, Pablo Trapero, Julio Medem, Elia Suleiman, Juan Carlos Tabío, Gaspar Noé, Laurent Cantet | Spanien, Frankreich                                  | Josh Hutcherson, Daniel Brühl, Emir Kusturica               |
| À perdre la raison                            | Joachim Lafosse                                                                                            | Belgien, Luxemburg, Frankreich, Schweiz              | Émilie Dequenne, Niels Arestrup, Tahar Rahim                |
| Antiviral                                     | Brandon Cronenberg                                                                                         | Kanada                                               | Caleb Landry Jones, Sarah Gadon, Malcolm McDowell           |
| Beasts of the Southern Wild                   | Benh Zeitlin                                                                                               | Vereinigte Staaten                                   | Quvenzhané Wallis, Dwight Henry, Lowell Landes              |
| Les Chevaux de Dieu (God’s Horses)            | Nabil Ayouch                                                                                               | Marokko                                              | Abdelhakim Rachid, Abdelilah Rachid, Hamza Souidek          |
| Confession (Confession d’un enfant du siècle) | Sylvie Verheyde                                                                                            | Frankreich, Deutschland, Vereinigtes Königreich      | Peter Doherty, Charlotte Gainsbourg, August Diehl           |
| Después de Lucia                              | Michel Franco                                                                                              | Mexiko                                               | Tessa la Gonzales, Hernán Mendoza, Gonzalo Vega Sisto       |
| Djeca – Kinder von Sarajevo (Djeca)           | Aida Begić                                                                                                 | Bosnien-Herzegowina, Deutschland, Frankreich, Türkei | Marija Pikic, Ismir Gagula                                  |
| Die verborgene Stadt (Elefante blanco)        | Pablo Trapero                                                                                              | Argentinien, Spanien, Frankreich                     | Ricardo Darín, Jérémie Renier, Martina Gusmán               |
| Gimme the Loot                                | Adam Leon                                                                                                  | Vereinigte Staaten                                   | Ty Hickson, Tashiana Washington, Zoë Lescaze                |
| Der Tag wird kommen (Le Grand Soir)           | Benoît Delépine, Gustave Kervern                                                                           | Frankreich, Belgien                                  | Albert Dupontel, Benoît Poelvoorde, Anne Fontaine           |
| Laurence Anyways                              | Xavier Dolan                                                                                               | Kanada, Frankreich                                   | Melvil Poupaud, Suzanne Clément, Nathalie Baye              |
| Miss Lovely                                   | Ashim Ahluwalia                                                                                            | Indien                                               | Nawazuddin Siddiqui, Niharika Singh, Anil George            |
| Mystery                                       | Lou Ye | Volksrepublik China, Frankreich                      | Qin Hao, Hao Lei, Qixi                                      |
| Die Piroge (La Pirogue)                       | Moussa Touré                                                                                               | Frankreich, Senegal, Deutschland                     | Souleymane Seye Ndiaye, Laïty Fall, Malamine Drame          |
| La Playa D. C.                                | Juan Andrés Arango                                                                                         | Kolumbien, Brasilien, Frankreich                     | Luis Carlos Guevara, Andrés Murillo, Jamés Solís            |
| Renoir                                        | Gilles Bourdos                                                                                             | Frankreich                                           | Michel Bouquet, Christa Théret, Vincent Rottiers            |
| Student                                       | Dareschan Omirbajew                                                                                        | Kasachstan                                           | Jedige Bolysbajew, Maija Serikbajewa, Baqytschan Turdalijew |
| Trois mondes (Three Worlds)                   | Catherine Corsini                                                                                          | Frankreich                                           | Raphaël Personnaz, Clotilde Hesme, Arta Dobroshi            |

### Kurzfilmwettbewerb

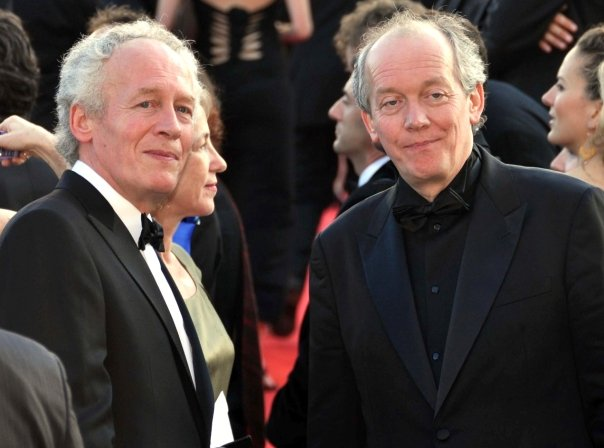
Jean-Pierre Dardenne (li.), Jurypräsident des Kurzfilmwettbewerbs und der Reihe Cinéfondation

Der Jury des Kurzfilmwettbewerbs, in dem ebenfalls eine Goldene Palme vergeben wird, stand der belgische Filmregisseur, Drehbuchautor und Produzent Jean-Pierre Dardenne vor. Gemeinsam mit seinem Bruder Luc hatte er bis 2011 fünf Einladungen in den offiziellen Wettbewerb von Cannes erhalten und 1999 für Rosetta und 2005 für Das Kind jeweils den Hauptpreis des Festivals gewonnen. Weitere Jurymitglieder waren die kanadische Schauspielerin Arsinée Khanjian, der brasilianische Regisseur und Drehbuchautor Karim Aïnouz, der Schriftsteller und Filmemacher Emmanuel Carrère aus Frankreich und der Kameramann und Filmemacher Yu Lik-wai aus China.
Die Beiträge waren gemeinsam mit jenen aus der Reihe Cinéfondation am 17. April 2012 veröffentlicht worden. Insgesamt wurden zehn Filme aus 4500 Einsendungen ausgewählt, darunter auch der deutsche Beitrag Gasp von Eicke Bettinga. Einladungen erhielten erstmals Filmemacher aus Syrien und Puerto Rico. Den Hauptpreis gewann der türkische Beitrag Sessiz-Be Deng. Regisseur L. Rezan Yeşilbaş lässt das Drama im Jahr 1984 spielen und erzählt vom Leben einer Mutter und drei Kinder, die in der südostanatolischen Stadt Diyarbakır ihren im Gefängnis der Stadt sitzenden Ehemann besucht.
| Film                                                              | Regie                 | Land               | Länge (in min.) |
| ----------------------------------------------------------------- | --------------------- | ------------------ | --------------- |
| Ce chemin devant moi                                              | Mohamed Bourokba      | Frankreich         | 15’             |
| The Chair                                                         | Grainger David        | Vereinigte Staaten | 12’             |
| Chef de Meute                                                     | Chloé Robichaud       | Kanada             | 13’             |
| Cockaigne                                                         | Emilie Verhamme       | Belgien            | 13’             |
| Falastein, Sandouk Al Intezar Lil Burtuqal (Waiting for P.O. Box) | Bassam Chekhes        | Syrien             | 15’             |
| Gasp                                                              | Eicke Bettinga        | Deutschland        | 15’             |
| Mi santa mirada                                                   | Alvaro Aponte-Centeno | Puerto Rico        | 15’             |
| Night Shift                                                       | Zia Mandviwalla       | Neuseeland         | 15’             |
| Sessiz-Be Deng (Silent)                                           | L. Rezan Yeşilbaş     | Türkei             | 14’             |
| Yardbird                                                          | Michael Spiccia       | Australien         | 13’             |

### Cinéfondation
Für die 1998 ins Leben gerufene Reihe Cinéfondation werden Kurzfilmarbeiten aus der ganzen Welt ausgewählt, darunter sowohl Animations- als auch Realfilme. Das Programm hilft jungen Filmstudenten bei der Förderung und Fertigstellung ihrer Projekte. 2012 wurden mehr als 1700 Filme von 320 Filmhochschulen eingereicht. 15 Filme aus 14 Ländern wurden ausgewählt, darunter erstmals ein Beitrag einer libanesischen Filmhochschule.
Als Jury fungierte die Kurzfilmjury um Jean-Pierre Dardenne.
| Film                                              | Regie                | Land (Hochschule)                                                              | Länge (in min.) |
| ------------------------------------------------- | -------------------- | ------------------------------------------------------------------------------ | --------------- |
| Abigail                                           | Matthew James Reilly | Vereinigte Staaten (New York University)                                       | 17’             |
| Los Anfitriones (The Hosts)                       | Miguel Angel Moulet  | Kuba (Escuela Internacional de Cine y Televisión)                              | 16’             |
| The Ballad of Finn + Yeti                         | Meryl O’Connor       | Vereinigte Staaten (University of California, Los Angeles)                     | 18’             |
| Derrière Moi Les Oliviers (Behind Me Olive Trees) | Pascale Abou Jamra   | Libanon (Academie Libanaise des Beaux-Arts)                                    | 20’             |
| Doroga na (The Road to)                           | Taisia Igmentseva    | Russland (WGIK)                                                                | 32’             |
| Head Over Heels                                   | Timothy Reckart      | Vereinigtes Königreich (National Film and Television School)                   | 10’             |
| Matteus                                           | Leni Huyghe          | Belgien (Hogeschool Sint-Lukas Brussel)                                        | 18’             |
| Pude ver un puma (Could See a Puma)               | Eduardo Williams     | Belgien (Hogeschool Sint-Lukas Brussel)                                        | 17’             |
| Les Ravissements (The Raptures)                   | Arthur Cahn          | Frankreich (La fémis)                                                          | 50’             |
| Resen (Dog Leash)                                 | Eti Tsicko           | Israel (Universität Tel Aviv)                                                  | 26’             |
| Riyoushi (The Barber)                             | Shoichi Akino        | Japan (Tōkyō Geijutsu Daigaku)                                                 | 39’             |
| Slug Invasion                                     | Morten Helgeland     | Dänemark (The Animation Workshop)                                              | 6’              |
| Tabăra din Răzoare (The Camp in Razoare)          | Cristi Iftime        | Rumänien (Nationaluniversität der Theater- und Filmkunst „Ion Luca Caragiale“) | 22’             |
| Tambylles                                         | Michael Hogenauer    | Tschechische Republik (FAMU)                                                   | 58’             |
| Terra (Land)                                      | Piero Messina        | Italien (Centro Sperimentale di Cinematografia)                                | 23’             |

## Nebenreihen

### Semaine de la critique
Parallel zur Vergabe der Goldenen Palme widmet sich die seit 1962 bestehende Nebensektion Semaine de la critique (bis 2007 Semaine internationale de la critique) der Entdeckung neuer Talente. Ausgerichtet vom Syndicat français de la critique de cinéma konkurrieren ausschließlich Erstlingsfilme oder Zweitwerke junger Regisseure. Der Wettbewerb hatte in der Vergangenheit stets sieben Spielfilme und sieben Kurzfilmarbeiten umfasst, die seit 1990 mit verschiedenen Preisen ausgezeichnet wurden. Begleitet wurde die „internationale Kritikerwoche“ von Sonderaufführungen zahlreicher Kurzfilme.
Das Programm der 51. Semaine internationale de la critique war am 23. April 2012 bekanntgegeben worden.

#### Spielfilme
| Film                                                 | Regie                    | Land                                | Darsteller (Auswahl)                                                                   |
| ---------------------------------------------------- | ------------------------ | ----------------------------------- | -------------------------------------------------------------------------------------- |
| Aquí y allá                                          | Antonio Méndez Esparza   | Spanien, Vereinigte Staaten, Mexiko | Teresa Ramírez Aguirre, Pedro De los Santos Juárez, Lorena Guadalupe Pantaleón Vázquez |
| Au galop                                             | Louis-Do de Lencquesaing | Frankreich                          | Valentina Cervi, Marthe Keller, Alice de Lencquesaing                                  |
| Les Voisins de Dieu (God’s Neighbors)                | Meni Yaesh               | Israel, Frankreich                  | Roy Assaf, Gal Friedman, Itzik Golan, Rotem Ziesman-Cohen                              |
| Hors les murs (Beyond the Walls)                     | David Lambert            | Belgien, Kanada, Frankreich         | Guillaume Gouix, Matila Malliarakis, Mélissa Désormeaux Poulin, David Salles           |
| Peddlers                                             | Vasan Bala               | Indien                              | Gulshan Devaiah, Siddharth Mennon, Kriti Malhotra                                      |
| Los Salvajes                                         | Alejandro Fadel          | Argentinien                         | Leonel Arancibia, Roberto Cowal, Sofía Brito                                           |
| Sofia’s Last Ambulance (Poslednata Lineika na Sofia) | Ilijan Metew             | Deutschland, Bulgarien, Kroatien    | Krassimir Jordanow, Mila Michajlowa, Plamen Slawkow                                    |

#### Kurzfilme
| Film                                           | Regie                             | Land        | Länge (in min.) |
| ---------------------------------------------- | --------------------------------- | ----------- | --------------- |
| La Bifle (The Dickslap)                        | Jean-Baptiste Saurel              | Frankreich  | 25’             |
| Ce n’est pas un film de cow-boys               | Benjamin Parent                   | Frankreich  | 12’             |
| Circle Line                                    | Shin Su-won                       | Südkorea    | 26’             |
| O Duplo (Doppelgänger)                         | Juliana Rojas                     | Brasilien   | 25’             |
| Family Dinner (Middag med familjen)            | Stefan Constantinescu             | Schweden    | 14’             |
| Fleuve rouge, Song Hong (Red River, Song Hong) | Stéphanie Lansaque François Leroy | Frankreich  | 15’             |
| Hazara                                         | Shay Levi                         | Israel      | 19’             |
| Horizon (Orizont)                              | Paul Negoescu                     | Rumänien    | 11’             |
| Un dimanche matin                              | Damien Manivel                    | Frankreich  | 18’             |
| Yeguas y cotorras                              | Natalia Garagiola                 | Argentinien | 28’             |

### Quinzaine des réalisateurs
Die Nebenreihe Quinzaine des Réalisateurs (dt.: „Zwei Wochen der Regisseure“) wurde 1969 in Anlehnung an die ein Jahr zuvor stattgefundenen Maiunruhen ins Leben gerufen und wird von der Société des réalisateurs de films (SRF) organisiert. Gezeigt werden Langfilme (Dokumentar- und Spielfilme) sowie eine Vielzahl an Kurzfilmen aus aller Welt, ohne dass ein Preis vergeben wird.
Das Programm war am 24. April 2012 bekanntgegeben worden.

#### Langfilme
| Film                                                    | Regie                                         | Land                              | Darsteller (Auswahl)                                       |
| ------------------------------------------------------- | --------------------------------------------- | --------------------------------- | ---------------------------------------------------------- |
| 3                                                       | Pablo Stoll Ward                              | Uruguay, Deutschland, Argentinien | Sara Bessio, Anaclara Ferreyra Palfy, Humberto de Vargas   |
| Adieu Berthe – l’enterrement de mémé (Granny’s Funeral) | Bruno Podalydès                               | Frankreich                        | Denis Podalydès, Valérie Lemercier, Isabelle Candelier     |
| Alyah (Aliyah)                                          | Elie Wajeman                                  | Frankreich                        | Pio Marmaï, Cédric Kahn, Adèle Haenel                      |
| Camille – Verliebt nochmal! (Camille redouble)          | Noémie Lvovsky                                | Frankreich                        | Noémie Lvovsky, Samir Guesmi, Yolande Moreau               |
| Dae gi eui wang (The King of Pigs)                      | Yeon Sang-ho                                  | Südkorea                          | Animationsfilm                                             |
| Dangerous Liaisons                                      | Hur Jin-ho                                    | Volksrepublik China               | Zhang Ziyi, Jang Dong-gun, Cecilia Cheung                  |
| El taaib (Le Repenti)                                   | Merzak Allouache                              | Algerien, Frankreich              | Nabil Asli, Adila Bendimered, Khaled Benaissa              |
| Ernest & Célestine (Ernest et Célestine)                | Vincent Patar Benjamin Renner Stéphane Aubier | Frankreich, Belgien, Luxemburg    | Animationsfilm                                             |
| Fogo                                                    | Yulene Olaizola                               | Mexiko, Kanada                    | Norman Foley, Ron Broders, Joseph Dwyer                    |
| Gangs of Wasseypur                                      | Anurag Kashyap                                | Indien                            | Manoj Bajpayee, Richa Chaddha, Reema Sen                   |
| Infancia clandestina (Clandestine Childhood)            | Benjamín Ávila                                | Argentinien, Spanien, Brasilien   | Ernesto Alterio, Natalia Oreiro, César Troncoso            |
| La Sirga                                                | William Vega                                  | Kolumbien, Frankreich, Mexiko     | Joghis Seudin Arias, Julio César Roble, Floralba Achicanoy |
| No (No)                                                 | Pablo Larraín                                 | Chile, Vereinigte Staaten         | Gael García Bernal, Alfredo Castro, Antonia Zegers         |
| Opération Libertad                                      | Nicolas Wadimoff                              | Schweiz, Frankreich               | Laurent Capelluto, Stipe Erceg, Karine Guignard            |
| Rengaine (Hold back)                                    | Rachid Djaïdani                               | Frankreich                        | Slimane Dazi, Stéphane Soo Mongo, Sabrina Hamida           |
| Room 237                                                | Rodney Ascher                                 | Vereinigte Staaten                |                                                            |
| Sueño y silencio (The Dream and The Silence)            | Jaime Rosales                                 | Spanien, Frankreich               | Oriol Roselló, Yolanda Galocha, Alba Ros                   |
| The We and the I                                        | Michel Gondry                                 | Vereinigte Staaten                | Michael Brodie, Teresa Rivera, Laidychen Carrasco          |
| Yek khanévadéh-e Mohtaram (A Respectable Family)        | Massoud Bakhshi                               | Iran                              | Babak Hamidian, Mehrdad Sedighian, Mehran Ahmadi           |

#### Kurzfilme
| Film                                                | Regie                        | Land                              | Länge (in min.) |
| --------------------------------------------------- | ---------------------------- | --------------------------------- | --------------- |
| Avec Jeff, à moto (With Jeff)                       | Marie-Eve Juste              | Kanada                            | 15'             |
| Königsberg                                          | Philipp Mayrhofer            | Frankreich                        | 18'             |
| Os Mortos-vivos (The Living Dead)                   | Anita Rocha da Silveira      | Brasilien                         | 19'             |
| Os vivos tambem choram (Les Vivants pleurent aussi) | Basil da Cunha               | Schweiz, Portugal                 | 30'             |
| Porcos Raivosos (Enraged Pigs)                      | Isabel Penoni Leonardo Sette | Brasilien                         | 10'             |
| Portret z pamieci (Drawn From Memory)               | Marcin Bortkiewicz           | Polen                             | 25'             |
| Rodri                                               | Franco Lolli                 | Frankreich                        | 23'             |
| The Curse                                           | Fyzal Boulifa                | Vereinigtes Königreich, Marokko   | 16'             |
| Tram                                                | Michaela Pavlátová           | Frankreich, Tschechische Republik | 7'              |
| Wrong Cops                                          | Quentin Dupieux              | Frankreich                        | 13'             |

## Caméra d’Or
Mit der Caméra d’Or (Goldene Kamera) wird seit 1978 der beste Debütfilm eines Regisseurs ausgezeichnet, unabhängig in welcher Sektion dieser vertreten ist. Der internationalen Jury stand dieses Jahr der brasilianische Filmregisseur Carlos Diegues vor. Unterstützt wurde er von den Jurymitgliedern Gloria Satta (Journalistin, Italien), Rémy Chevrin (Kameramann, Frankreich), Hervé Icovic (Mitglied der französischen Fédération des Industries du Cinéma, de l’Audiovisuel et du Multimédia), Michel Andrieu (Filmregisseur, Frankreich) und Francis Gavelle (Syndicat Français de la Critique de Cinéma). Insgesamt kamen 22 Filmproduktionen für den Preis in Frage. Ausgezeichnet wurde der US-amerikanische Beitrag Beasts of the Southern Wild von Benh Zeitlin.

## Weitere Filme und Programmpunkte
In der Reihe Cannes Classics werden seit 2004 neu restaurierte Filme wiederaufgeführt. 2012 wurden 13 Spielfilme, zwei Kurzfilme, ein Konzertfilm sowie vier Dokumentarfilme gezeigt. U. a. führte die US-amerikanische The Film Foundation, der Martin Scorsese vorsteht, eine rekonstruierte Fassung von Sergio Leones Es war einmal in Amerika (1984) auf. Die Fassung, die sich am ersten Schnitt Leones orientiert, weist 25 Minuten mehr Länge auf. Die Uraufführung dieser Version sollte von den Darstellern Robert De Niro, Elizabeth McGovern, Jennifer Connelly, Produzent Arnon Milchan sowie Familienmitgliedern des Regisseurs besucht werden. Pathé präsentierte eine durch Roman Polański selbst begleitete Restaurierung seines Films Tess (1979), der Polański und Hauptdarstellerin Nastassja Kinski beiwohnen sollten. Ebenfalls wurden eine durch die Universal Studios und Amblin Entertainment aufbereitete Fassung von Steven Spielbergs Der weiße Hai (1975) sowie eine Rekonstruktion von Alfred Hitchcocks Stummfilm Der Weltmeister (1927) durch das British Film Institute gezeigt.

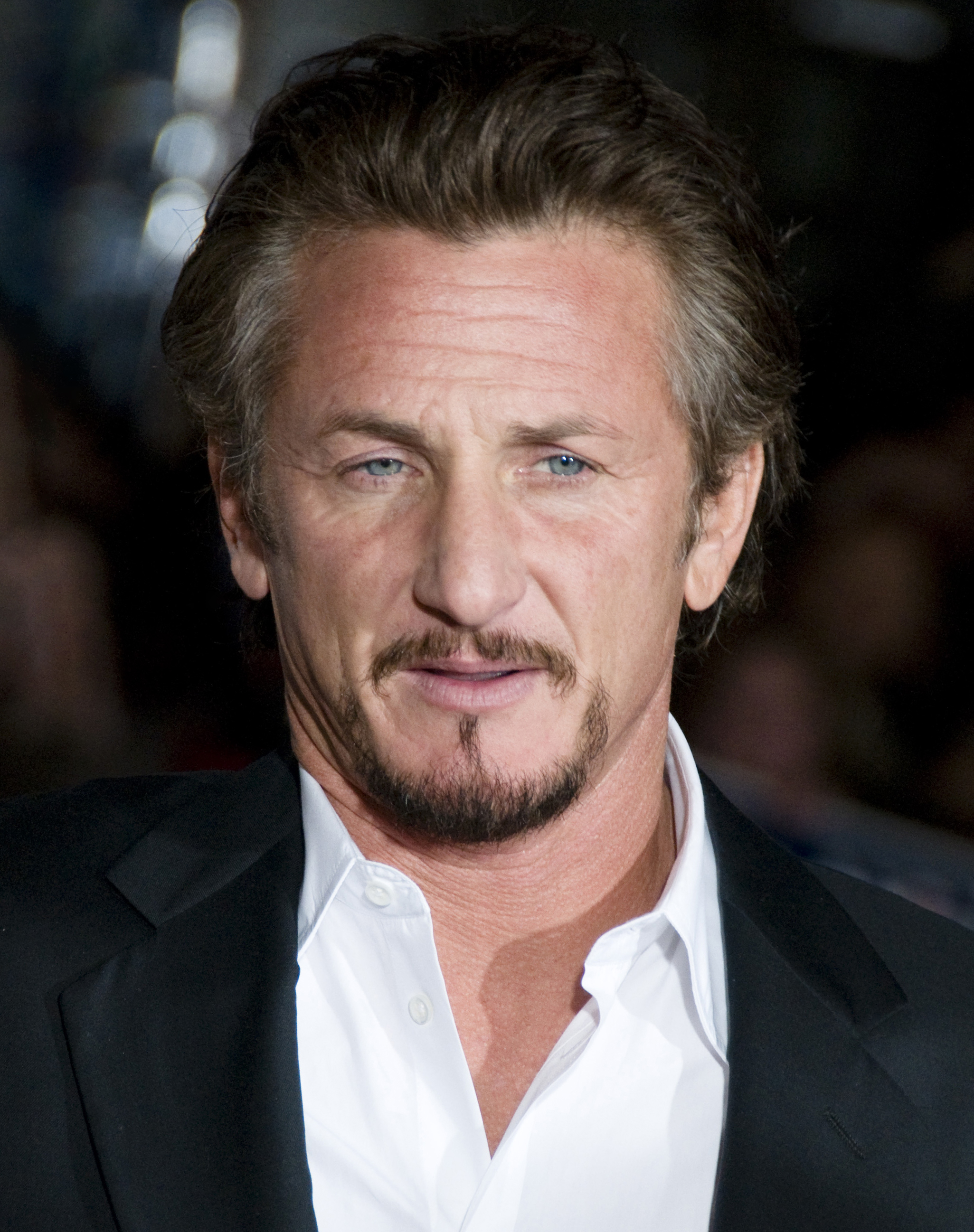
Sean Penn

Der US-amerikanische Filmregisseur Philip Kaufman sollte während der Filmfestspiele eine sogenannte „Master Class“ abhalten, in der er auf seine Arbeitsweise als Filmemacher einging. Unter den Titeln A personal history of film music bzw. A History Lesson sollten es der französische Filmkomponist Alexandre Desplat und der US-amerikanische Filmemacher Norman Lloyd Kaufman gleichtun.
Am 18. Mai sollte der Schauspieler und politische Aktivist Sean Penn die Benefizveranstaltung Haiti: Carnival abhalten, der nach dem Erdbeben in Haiti 2010 die Hilfsorganisation JP/HRO gründet hatte. Für das erste Charity-Event des Filmfestivals seit 1996 war der italienischen Modedesigner Giorgio Armani als Moderator vorgesehen. Ebenfalls daran beteiligen sollten sich die Organisationen Artists for Peace and Justice des Filmregisseurs Paul Haggis und der Happy Heart’s Fund des tschechischen Models Petra Němcová.
Mit der Reihe L’Atelier werden seit 2005 weltweite Filmprojekte unterstützt. Filmregisseure und ihre Produzenten werden nach Cannes eingeladen, wo Treffen mit Fachleuten stattfinden, um die Finanzierung der Projekte voranzutreiben. 2012 wurden 15 Projekte aus 14 Ländern unterstützt.

## Auszeichnungen

### Preisträger der offiziellen Auswahl
Die feierliche Preisverleihung für den offiziellen Wettbewerb, den Kurzfilmwettbewerb sowie die Vergabe der Goldenen Kamera fand am letzten Festivaltag zwischen 19 und 20 Uhr im Palais des Festivals et des Congrès statt.
| Kategorie | Preisträger                                        |
| --- | -------------------------------------------------- |
| Goldene Palme für den besten Film (präsentiert von Audrey Tautou und Adrien Brody, Bekanntgabe des Preisträgers durch Jurypräsident Nanni Moretti) | Amour – Regie: Michael Haneke                      |
| Großer Preis der Jury (präsentiert von Leila Hatami, Bekanntgabe durch Moretti)                                                                    | Reality – Regie: Matteo Garrone                    |
| Beste Regie (präsentiert von Leïla Bekhti und Tim Roth, Bekanntgabe durch Moretti)                                                                 | Carlos Reygadas (Post Tenebras Lux)                |
| Bestes Drehbuch (präsentiert von Nastassja Kinski, Bekanntgabe durch Moretti)                                                                      | Cristian Mungiu (După dealuri)                     |
| Beste Darstellerin (präsentiert von Gong Li, Bekanntgabe durch Moretti)                                                                            | Cristina Flutur und Cosmina Stratan (După dealuri) |
| Bester Darsteller (präsentiert von Alec Baldwin, Bekanntgabe durch Moretti)                                                                        | Mads Mikkelsen (Jagten)                            |
| Preis der Jury (präsentiert von Laura Morante und Patrick Bruel, Bekanntgabe durch Moretti)                                                        | The Angels’ Share – Regie: Ken Loach               |

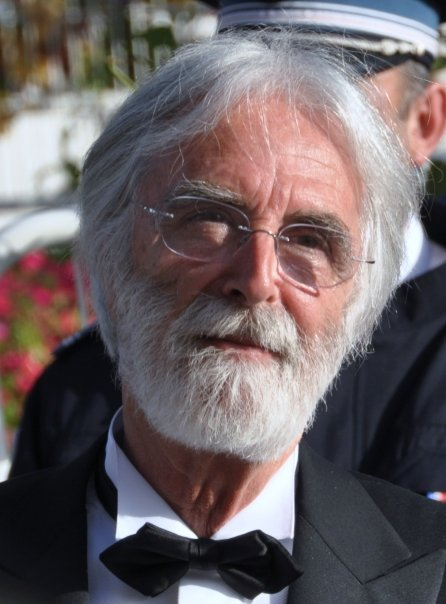
Michael Haneke, Gewinner der Goldenen Palme 2012

Auf der abschließenden Pressekonferenz der Jury am 27. Mai gab Jurypräsident Nanni Moretti an, sich während des Festivals mehr als achtmal mit seinen Jurykollegen getroffen und ausgetauscht zu haben. Er kritisierte, dass einige Regisseure im Wettbewerb mehr in ihren Filmstil „verliebt“ gewesen seien als in ihre Figuren. Die Jury habe Filme ausgewählt, die weniger „mondän“, beziehungsweise „mehr authentisch“ seien. Große Meinungsverschiedenheiten hätte unter den Jurymitgliedern bei den mitfavorisierten Filmen Holy Motors von Leos Carax, Paradies: Liebe von Ulrich Seidl und Post Tenebras Lux von Carlos Reygadas geherrscht. Letztgenannter Film, für den sich unter anderem Andrea Arnold und Raoul Peck starkgemacht hatten, wurde schließlich mit dem Regiepreis geehrt.
Mit der Goldenen Palme wurde der ebenfalls mitfavorisierte Beitrag Amour von Michael Haneke preisgekrönt, der in internationalen und französischen Kritikspiegeln vorne gelegen hatte. Nanni Moretti hatte noch vor Verkündigung des Filmtitels auf der offiziellen Preisverleihung die „fundamentale Beteiligung“ der beiden Hauptdarsteller Jean-Louis Trintignant und Emmanuelle Riva herausgestellt. Er gab an, dass man Liebe auch den Darsteller- und Drehbuchpreis zuerkannt hätte. Jedoch sei die Goldene Palme wie auch der Große Preis der Jury und der Regiepreis entsprechend den Richtlinien des Festivals mit keinem weiteren Preis kombinierbar.
Die französische Presse enthüllte wenige Tage nach der Preisverleihung, dass es sich bei vier von sechs prämierten Filmen (Reality, Post Tenebras Lux, După dealuri, The Angels’ Share) um Produktionen bzw. Koproduktionen oder Verleihfilme des französischen Unternehmens Le Pacte handelt. Unternehmenschef Jean Labadie hatte mit Le Pacte u. a. Habemus Papam, den letzten Film von Jurypräsident Nanni Moretti, koproduziert und in Frankreich verliehen. Darüber hinaus war Labadie als früherer Geschäftsführer von Bac Films auch am Verleih aller früheren Werke Morettis beteiligt. Der künstlerische Leiter des Festivals, Thierry Frémaux, wies den Verdacht auf mögliche Manipulationen zurück und verteidigte Moretti. Als der Italiener zum Jurypräsidenten berufen wurde, war laut Frémaux erst mit der Auswahl der Filmbeiträge begonnen worden. Er selbst sowie Festivalpräsident Gilles Jacob würden die Einhaltung der Regeln bei der geheimen Jurydiskussion und Wahl der Preisträger überwachen. Jedes Jurymitglied würde nur über eine Stimme verfügen, ein Preis jeweils in zwei demokratisch verlaufenden Abstimmungsrunden vergeben. Laut Frémaux sei die Qualität des Films entscheidend, nicht sein Verleiher. Er sah neben Le Pacte u. a. die Unternehmen Wild Bunch, Ad Vitam (fünf Filme in der offiziellen Auswahl), Why Not, MK2, Elzevir, Diaphana und Memento aufgrund ihrer qualitätsvollen Arbeit im Weltkino als ebenfalls beim Festival stark repräsentiert an.
| Kategorie | Preisträger                                       |
| --- | ------------------------------------------------- |
| Goldene Palme für den besten Kurzfilm (präsentiert von Kylie Minogue und Jean-Pierre Dardenne)                            | Sessiz-Be Deng – Regie: L. Rezan Yeşilbaş         |
| Goldene Kamera (Caméra d’Or) für den besten Debütfilm (präsentiert von Ludivine Sagnier, Carlos Saura und Carlos Diegues) | Beasts of the Southern Wild – Regie: Benh Zeitlin |

Un Certain Regard
- Hauptpreis: Después de Lucía – Regie: Michel Franco
- Spezialpreis der Jury: Der Tag wird kommen (Le grand soir) – Regie: Benoît Delépine und Gustave Kervern
- Sonderpreis: Djeca – Kinder von Sarajevo (Djeca) – Regie: Aida Begić
- Darstellerpreis: Émilie Dequenne (À perdre la raison) und Suzanne Clément (Laurence Anyways)

Cinéfondation
- 1. Preis: Doroga na – Regie: Taisia Igmentseva
- 2. Preis: Abigail – Regie: Matthew James Reilly
- 3. Preis: Los Anfitriones – Regie: Miguel Angel Moulet

### Nebenreihen
Semaine de la critique
- Grand Prix Nespresso de la Semaine de la Critique: Aquí y allá – Regie: Antonio Méndez Esparza
- Visionary Prize von France 4: Sofia’s Last Ambulance – Regie: Ilijan Metew
- Gaul’s Society of Authors, Directors and Composers: Les Voisins de Dieu – Regie: Meni Yaesh
- Garantierte Kinoauswertung durch ACID/CCAS: Los Salvajes – Regie: Alejandro Fadel
- Grand Prix Canal+ für den besten Kurzfilm: Circle Line – Regie: Shin Su-won[62]

Quinzaine des réalisateurs (in dieser Sektion wird kein Hauptpreis vergeben)
- Art Cinema Award: No – Regie: Pablo Larraín
- Prix SACD (bester französischsprachiger Film): Camille – Verliebt nochmal! (Camille redouble) – Regie: Noémie Lvovsky
- Label Europa Award (verbunden mit einer garantierten Kinoauswertung in Europa): El taaib (Le Repenti) – Regie: Merzak Allouache
- 1. Prix Illy du Court Metrage: The Curse – Regie: Fyzal Boulifa, Lobende Erwähnung: Os vivos tambem choram – Regie: Basil da Cunha

### Unabhängig vergebene Preise
- FIPRESCI-Preis: V Tumane – Regie: Sergei Loznitsa, FIPRESCI-Preis für den besten Debütfilm: Rengaine – Regie: Rachid Djaïdani[64]
- Preis der Ökumenischen Jury: Die Jagd (Jagten) – Regie: Thomas Vinterberg[65]